# Victor Leemans
Victor Leemans (Stekene, 21 luglio 1901 – Lovanio, 3 marzo 1971) è stato un politico belga, Presidente del Parlamento europeo dal 1965 al 1966.